# 4iG Távközlési Holding Zrt.
A 4iG Távközlési Holding Zrt. Magyarország telekommunikációs szektorának meghatározó szereplője. Fő tevékenységi területe az országos földfelszíni televízió- és rádióműsor-szórás, illetve -szétosztás, valamint a műholdas műsorszórás és -szétosztás volt, 2024 óta vagyonkezelőként működik.

## Főbb szolgáltatások

### Televízió – Digitális műsorszórás
2008 decemberében indult útjára az előfizetési díj nélküli MinDig TV elnevezésű digitális szolgáltatás, majd 2010 májusában elérhetővé vált a mindigTV PREMIUM (akkoriban: MinDig TV Extra) amely az alap, ingyenesen nézhető műsorok mellé, kódolt, előfizetéses csatornákat kínál.  A fizetős csatornákkal együtt jelenleg 71 tévécsatorna műsora érhető el digitális minőségben.

#### mindigTV
A MinDig TV szolgáltatás legfontosabb előnye, hogy előfizetési díj, hűségnyilatkozat és szerződés nélkül, ingyenesen vehetjük igénybe, ha rendelkezünk megfelelő vételi eszközökkel. Kifogástalan digitális kép- és hangminőség, kényelmes kezelhetőség (pl. elektronikus műsorújság) jellemzi. Jelenleg tizenkét tévé-csatorna – köztük a legnépszerűbb kereskedelmi és közszolgálati adások – érhető el a szolgáltatásnak  köszönhetően (M1 HD, M2 HD, Duna HD, M4 Sport HD, M5 HD, Duna World/M4Sport+ HD, RTL Klub, TV2, Izaura TV, Dikh TV, MAX4, Spektrum Home), ráadásul kiváló minőségben, szellemkép, villódzás, színtorzulás nélkül. A szabadon fogható műsorok közül 2024-ben törölték az Izaura és a Dikh csatornát. A Budapesten (Óbudán) sugárzott Főnix TV magánvállalkozás, nem függ a MinDig TV-től. Adását 2024-ben beszüntették. A tíz DVB-T közül öt tévécsatorna HD-minőségben kerül kisugárzásra 1440x1080 felbontássa. A kereskedelmi csatornák 720x576 felbontású műsort sugároznak. A MinDigTV három hangcsatorna, egy teletext és egy feliratfájl továbbítását teszi lehetővé, ezt leginkább a közszolgálati csatornák használják ki (felirat; subtitle, leginkább az M1, M2, M4 Duna, M4/sport, M5, RTL Magyarország, TV2, AXN, AMC, Paramount csatornákon érhető el).
A legnépszerűbb kereskedelmi és közszolgálati tévécsatornák mellett a szolgáltatás keretében a közszolgálati rádiócsatornák is foghatók (Kossuth Rádió, Petőfi Rádió, Bartók Rádió, Dankó Rádió, Retró Rádió).
A MinDig TV szolgáltatás 2008 decemberében indult, országos lefedettséggel jelenleg a lakosság közel 99%-a számára elérhető. Ennek köszönhetően mindenkinek ajánljuk, akik előfizetési díj nélkül akár HD-minőségű csatornákat szeretnének nézni otthon vagy a hétvégi házukban, illetve jó megoldás lehet a MinDig TV a lakásban a második vagy harmadik tévé számára is.
A digitális földfelszíni adás vételéhez szükséges eszközök:
• a régebbi tévékészülékekhez dekóder (azaz jelátalakító készülék, más néven set-top-box)
• integrált tévé – olyan televíziókészülék, amelybe már gyárilag beépítették ezt a jelátalakító berendezést (DVB-T MPEG-4 tuner),
• és minden esetben megfelelő UHF szélessávú tető- vagy szoba antenna.

#### mindigTV Prémium
Az Antenna Hungária által üzemeltetett földfelszíni digitális műsorszóró platformon 2010 májusától, a jól ismert MinDig TV mellett, melyen 9 ingyenesen fogható digitális csatorna nézhető szoba- vagy tetőantennás vétellel, egy előfizetői kártya segítségével új fizetős tartalmak jelentek meg MinDig TV Extra márkanéven. 2021 óta az előfizetős csatornákat DVB-T2 szabvány szerint sugározzák a C, D és E multiplexen, HEVC (High Efficiency Video Coding, azaz H.265) kódolással. Ehhez megfelelő dekóder és C+ Conax CAM kódkártya szükséges. A DVB-T szabványhoz társulva az adók HbbTV (Hybrid Broadcast Broadband TV) információs csatornát is továbbítanak 2013 óta. A HbbTV azonosítója (PID) 1005 az M1, Duna, M4Sport és DunaW/M4Sport csatornákon; 2005 az M2 és az M5 csatornákon.

### Műholdas sugárzás
A műholdas sugárzás az Eutelsat9B műholdról folyik DVB-S technológiával H.264 tömörítéssel 1920x1080 felbontással Conax kódkátyával. A közszolgálati TV csatornákon kívül sugározzák a Kossuth, a Petőfi, a Bartók, a Dankó Rádió, a Parlamenti Rádió, a Nemzetiségi Rádió, a Duna World Rádió és a Katolikus Rádió műsorát.
A Duna World és M4 Sport+ műsorát Észak-Amerika és Dél-Amerika számára DVB-S2, Észak-Amerika és Ausztrália számára DVB-S szabvány szerint, Kanada számára IPTV (kábeles) formában sugározzák.

### Analóg rádió műsorszórás
A Dankó Rádió adásán kívül a 100 MHz-es URH sávban az AH jelenleg a Kossuth, a Petőfi és a Bartók URH-adásait valamint a Retro Rádió műsorát terjeszti országos szinten földfelszíni műsorszórás révén.  Országosan a Magyar Rádió Kossuth programja 90%-os, a Petőfi programja 86%-os és a Bartók programja pedig 68%-os lefedettséggel rendelkezik. A Retro Rádió műsorát 68%-os lefedettségben sugározzuk. Országos műsorszóró tevékenységünk mellett sugározzuk egy körzeti (Sláger FM) és egy helyi (Rádió 451) kereskedelmi adó műsorait.

### Digitális rádió Magyarországon
2008. decemberéig a Antenna Hungária Zrt. kiépítette a digitális földi rádióhálózat első ütemét.  Ezt követően a társaság kísérleti sugárzást indított a DAB+ digitális földfelszíni rádióhálózatán, Budapesten. A korszerűbb DAB+ tömörítési eljárás választásával akár 16-18 csatorna műsora juttatható el a hallgatókhoz. A sugárzás megindulásával párhuzamosan megkezdődött a DAB+ képes rádiókészülékek forgalmazása is Magyarországon, melyek a kiskereskedelmi forgalomban érhetőek el. A műsorszolgáltatást az érdeklődés hiányában és az NMHH-val kötött műsorszolgáltatási engedély lejárta miatt 2020 szeptember 5.-én beszüntették.
A DRM sugárzás egyetlen kísérleti adás próbája volt.

## További szolgáltatások

### Távközlés
Az Antenna Hungária Zrt. az üzleti kommunikáció terén a következő szolgáltatásokat nyújtja ügyfeleinek: 
menedzselt bérelt vonali szolgáltatások; metro ethernet szolgáltatások; bérelt vonali internet; VoIP; IP VPN; műholdas távközlés.

### Multimédia
Az Antenna Hungária CDN internetes tartalomtovábbító hálózata biztosítja, hogy a világ bármely pontjára eljuttassunk kiváló minőségben akár élő video és hanganyagokat. Felhasználási lehetőségei az élő hangközvetítéstől a mozgóképsugárzáson át, akár zártláncú videokonferenciáig igen sok területre kiterjednek.

## Cégtörténet

### A rádióadásoktól a televízióadások megindulásáig (1925–1953)
1925-ben indult meg Magyarországon a rádió műsorszórási tevékenység Csepelen, egy 2 kW teljesítményű adóval.  A nagy érdeklődés miatt 1928-ban átadják a Lakihegyi rádióállomást, amely 20 kW-jával és fejlett technológiájával korának legfejlettebb ilyen adója volt. Ezt az adót pár éven belül 120 kW-ra bővítik, és átadnak több vidéki adótornyot is, többek közt Székesfehérváron, Miskolcon, Pécsen és Nyíregyházán.
A második világháború során minden nagyobb adótorony elpusztult vagy meghibásodott, a háború után ezeket újjáépítik, javítják, és legtöbbjüket bővítik, valamint 1949-ben átadnak két újabb adót Szolnokon és Diósdon.

### A televízióadások elindulásától a színes tévéadásig (1953–1969)
A rádiós műsorszórás folyamatos bővítései és fejlesztései mellett az 50-es évekre megjelent az igény a nyugaton terjedőben lévő TV-adók meghonosítására is. Az első próbaadást a Gyáli úti Posta Kísérleti Állomásról sugározták 1953-ban. 1956-1958 között megépül az első, 60 méteres Széchenyi-hegyi adótorony. A Magyar Televízió 1-es csatornája 1957-ben kezdi meg teszt sugárzását, a rendszeres TV-adás még abban az évben, a május elsejei felvonulás közvetítésével indult meg. A teljes ország lefedéséhez újabb adók kiépítésére volt szükség, így létrehozták a gerincadó-hálózatot, és átjátszóállomásokat építettek országszerte.

### A színes tévéadástól az Antenna Hungária megalakulásáig (1969–1992)
Az első színes TV-adást 1969-ben láthatták a nézők. 1971-ben heti két, később három alkalommal került sor a 2. műsor kísérleti adásaira, melyekben részben már színes programok kerültek sugárzásra. 1972-ben befejeződik az országos 70 MHz-es URH adóhálózat kiépítése. A Bartók Rádió műsora kezdetektől sztereó üzemmódban került kisugárzásra, követte a Petőfi a 80-as évek elején, míg a Kossuth monó maradt. 1971-1973 között tartott a MTV2 próbaadása.
A következő két évtizedben egyre szaporodnak az adótornyok, új szolgáltatások indulnak, és töretlen fejlődés jellemzi az időszakot. Például: A távközlési világértekezleten hazánk öt műholdas tévécsatornát kap. (1977) Megkezdődnek a teletext kísérletei (1981) és megszületnek az első regionális adások (1984). 1987-ben indul az AM-Mikró rendszer a kiemelt budapesti szállodák részére, azzal a céllal, hogy a nyugati szállóvendégek részére saját nyelvű szolgáltatás nyújtsanak, azonban a kreatív lakosság hamar kitapasztalta a sugárzás irányait és - részben házi készítésű antennákkal és egyéb vevőberendezésekkel igyekezett venni a külföldről származó adásokat. Ezt legalizálva, az AM-Mikró hálózat 1989-ben pont-multipont rendszerré alakul át, így az a lakossági előfizetők számára is hozzáférhetővé válik.
A rendszerváltás idején, 1989 decemberében a Magyar Posta három nagy szolgáltatási ága szétvált, önálló vállalattá alakultak: létrejött a Magyar Posta Vállalat (ma Magyar Posta Zrt.), a Magyar Távközlési Vállalat (ma Magyar Telekom Nyrt.) és a Magyar Műsorszóró Vállalat (ma Antenna Hungária Zrt.).

### Az Antenna Hungária megalakulásától a digitális kísérletek megindításáig (1992–1999)
A 90-es évek a műszaki fejlődés, kínálat bővülés és a cégalapítások évtizede. 1992-ben megalakul az Antenna Hungária Magyar Műsorszóró és Rádióhírközlési Részvénytársaság. Még ebben az évben sor kerül HUNSAT Egyesülés megalapítására és megkezdi személyhívó szolgáltatását az AH többségi tulajdonában lévő OPERATOR Hungaria Kft. Az AH és a Portugal Telecom csoport többségi részesedést szerez a Hungaro DigiTel Kft-ben és megkezdi VSAT szolgáltatását. 1994-be kerül sor az első VSAT rendszer üzembe helyezésére és az AnteCom Rt. megalapítására. Ebben az évben indul meg az új közszolgálati tévé, a Duna Televízió adása.
Az első privatizációs kísérlet (1994-95), az állam első lépésben szakmai befektetőnek kívánta pályázat útján értékesíteni a részvényeket.  A pályázatra a francia Telediffusion de France (TDF) jelentkezett egyedül, a kormány a szakmai befektetőnek történő értékesítést elhalasztotta.
1996-ban Az AH megkezdi az MPEG-2/DVB-S rendszerű digitális műholdas sugárzást az AMOS 1 műholdon. Megalakul Eurotel Rt. Egy évvel később megalakulnak az első kereskedelmi televíziók Magyarországon (TV2 és RTL Klub). Társaság részvényeinek bevezetése a Budapesti Értéktőzsdére (1998). A Vodafone 1999-ben a magyar mobilpiac harmadik szereplője lett, mely társaságban az AH 20%-os tulajdonrésszel rendelkezett. Még ebben az évben az AH elindítja digitális földfelszíni televíziós (DVB-T) kísérleteit Budapesten.

### Az AH a 2000-es években
Az ezredfordulón a kódolatlan AM-Mikró szolgáltatást felváltja a kódolt AntennaMikro műsorelosztó szolgáltatás. A földfelszíni televíziós hálózatokon megtörténik a NICAM-rendszerű sztereó hangtovábbításra való átállás.
A privatizációs tranzakció során az ÁPV Rt. fő célja az 50%+1 szavazat megtartása mellett történő értékesítés volt. 2001-ben sor kerül a Vodafone-részesedés növelésére, az AH 30%-ra növelte a részesdését a társaságban. A társaság megszerezi az ISO 9001:2000 minősítést a teljes műsorszórási és távközlési tevékenységére, valamint elnyeri a minősített NATO-beszállítói címet is. 2004-ben az európai uniós csatlakozással az AH minden tevékenysége liberalizálttá vált.  Elindul a digitális földfelszíni (DVB-T) üzemszerű sugárzás a három közszolgálati televízió, az mtv, m2 és a Duna Tv műsoraival.
2004 szeptemberében a Társaság Vodafone Magyarország Rt.-ben meglévő részesedése a Vodafone International részére kerül értékesítésre. 2005-ben elindul a digitális Antenna Digital mikrohullámú lakossági szolgáltatás. (Jelenleg HelloDigital néven fut.)
Még ebben az évben kormánydöntés született az AH privatizációjáról. A privatizáció végére a Swisscom Broadcast AG az Antenna Hungária 100%-os tulajdonosává vált. A Swisscom kivezette az AH részvényeket tőzsdéről, és 2006-ban a társaság működését zártkörűvé alakította. 2007-ben a francia TDF S.A. megállapodott a svájci Swisscom-mal az Antenna Hungária 100%-ának 80,7 milliárd forintért történő megvásárlásáról. 2008 márciusában az Antenna Hungária logót és arculatot változtatott, átvételre kerültek az anyavállalat arculati elemei, így az Antenna Hungária csatlakozott a TDF átfogó márkájához. Ebben az évben az AH a Magyar Televízióval digitális kísérleti HD-adást indított Budapesten, a Pekingi Olimpiai Játékok idejére. December 1-jén 17.30 órakor elindult az előfizetési díj nélküli digitális szolgáltatás, a MinDig TV.
2009. január 23-ától az Antenna Hungária kísérleti sugárzást indított a DAB+ digitális földfelszíni rádióhálózatán.  Az Antenna Hungária Zrt. 2010. május 25-én MinDig TV Extra néven elindította előfizetéses szolgáltatását (DVB-T) platformon. 2011-ben a MinDig TV ingyenesen fogható csatornáit már 300 000 háztartás nézi.  A MinDig TV Extra szolgáltatás már több mint 42 000 előfizetővel rendelkezik. Elindul a MinDig TV Extra Családi csomagja 13 népszerű csatornát kínál Alapcsomagban szereplő 10 program mellé.
2012. június 1-jei hatállyal Jean-Francois Fenech vezérigazgató távozott a cég éléről. 2012. szeptember 10-től Piller András az Antenna Hungária új vezérigazgatója.
2013 márciusában elindul a ConnectMedia üzleti digitális médiaszolgáltatás, májusban a MinDig TV új applikációja Android, iOS és Windows Phone készülékekre.
Júliusban lezajlik az analóg hálózat lekapcsolásának I. üteme, októberben pedig a sor kerül a II. ütemre. Decemberben MinDig TV Extra kínálata bővül majd 2014-ben újabb csatornák érhetők el a családi csomagban ill. a MinDig Tv ingyenes kínálatában.
2014 márciusában a magyar állam (a NISZ – Nemzeti Infokommunikációs Szolgáltató) visszavásárolja az Antenna Hungáriát. Dr. Seszták Miklós nemzeti fejlesztési miniszter 2014. szeptember 10-i hatállyal Kápolnai Andrást nevezte ki az Antenna Hungária Zrt. új vezérigazgatójának. Az 52 éves szakember 2006 óta dolgozik a cégnél, az elmúlt években a társaság lakossági és távközlési, illetve stratégiai és üzletfejlesztési igazgatója volt.
2014. május 30-án lezárult az a tranzakció, melynek eredményeképpen a Magyar Állam tulajdonában álló Nemzeti Infokommunikációs Szolgáltató Zrt. (rövidítve: NISZ) visszavásárolta a francia TDF Csoporttól (TDF) az Antenna Hungária Zrt. 100%-át, így a cég kilenc év után újra állami tulajdonba került. 2022-ben az állam kiemelt beruházásként szabad utat biztosított a 4iG Nyrt. számára, hogy a cégben 80%-os többségi tulajdonhoz jusson, és így ismét magántulajdonba kerüljön. 2022. április 11-ig a 4 sikeresen apportálta a DIGI magyar cégcsoportját, az Invitech ICT Kft-t, illetve számos külföldi leányvállalatát; így 76,78%-os tulajdont szerzett, míg a Magyar Állam tulajdonrésze 23,22% lett.
2024-ben megkezdődött az Antenna Hungária cégcsoport átalakítása, ennek részeként augusztus 31-én létrejöttek a kereskedelmi funkciókat ellátó AH Média Kereskedelmi Zrt., illetve az infrastruktúrát fejlesztő, üzemeltető és értékesítő AH Infrastruktúra Szolgáltató Zrt. leányvállalatok. 2025. január 1-től az Antenna Hungária tevékenységeit a One Magyarország vette át.
2025. május 16-án egy többlépcsős tranzakció eredményeként a Corvinus Nemzetközi Befektetési Zrt. 37,9 százalékos, míg a 4iG Nyrt. 62,1 százalékos közvetlen tulajdonrészt szerez a 4iG Távközlési Holdingban, amely egyedüli tulajdonosa lett a One Magyarország és a V-Hálózat cégeknek.

## A cég adótornyai
(zárójelben az üzembe helyezés évével)

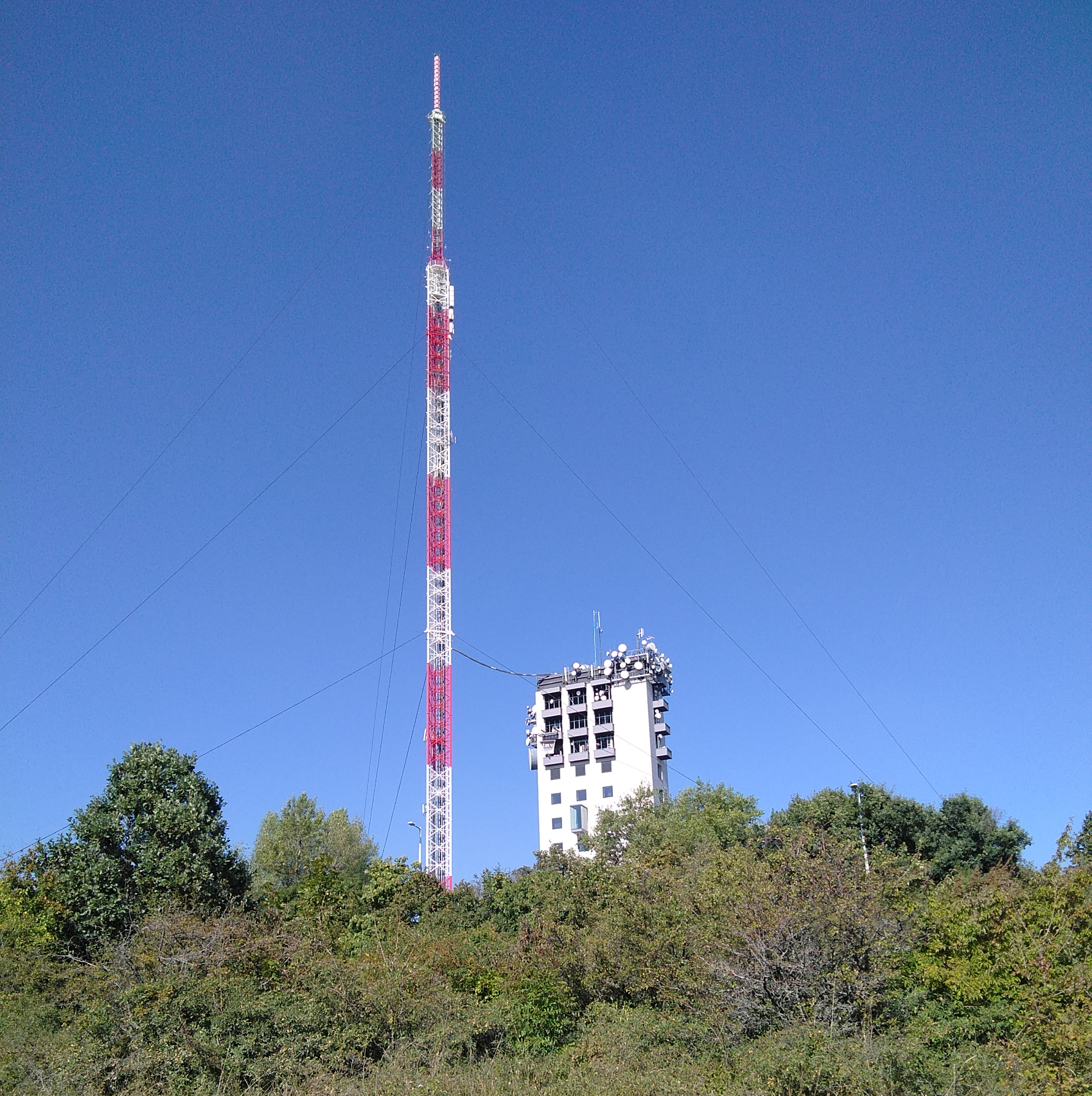
Széchenyi-hegy, Budapest (1958, 1975)
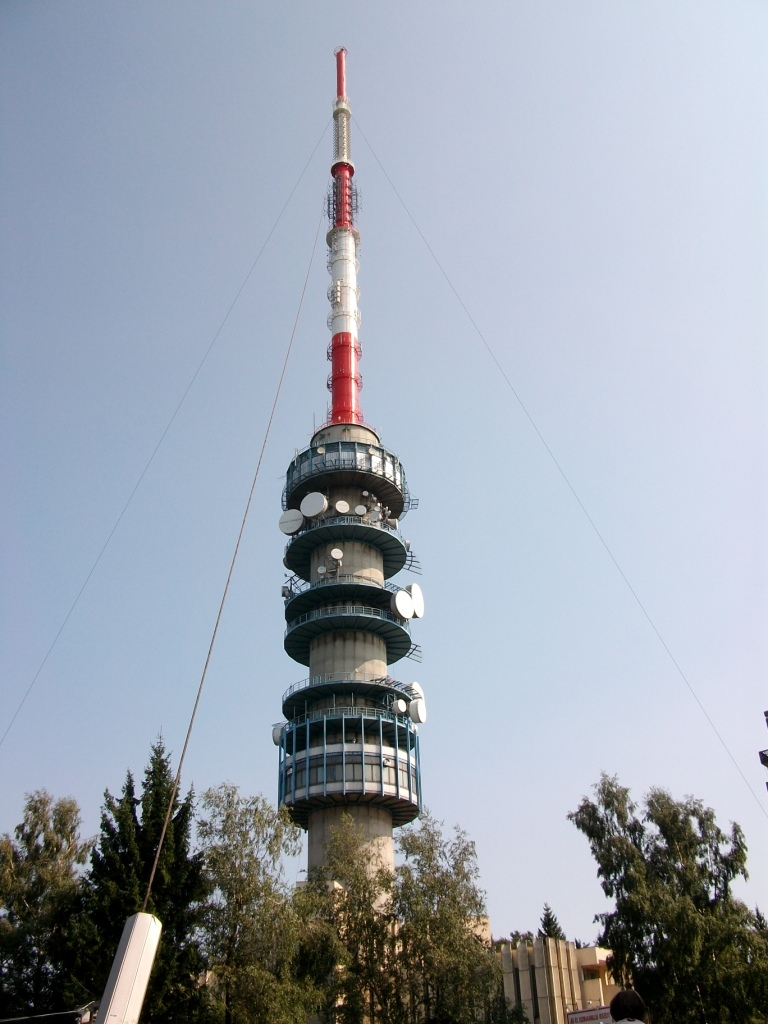
Kékes (Gyöngyös, 1981)
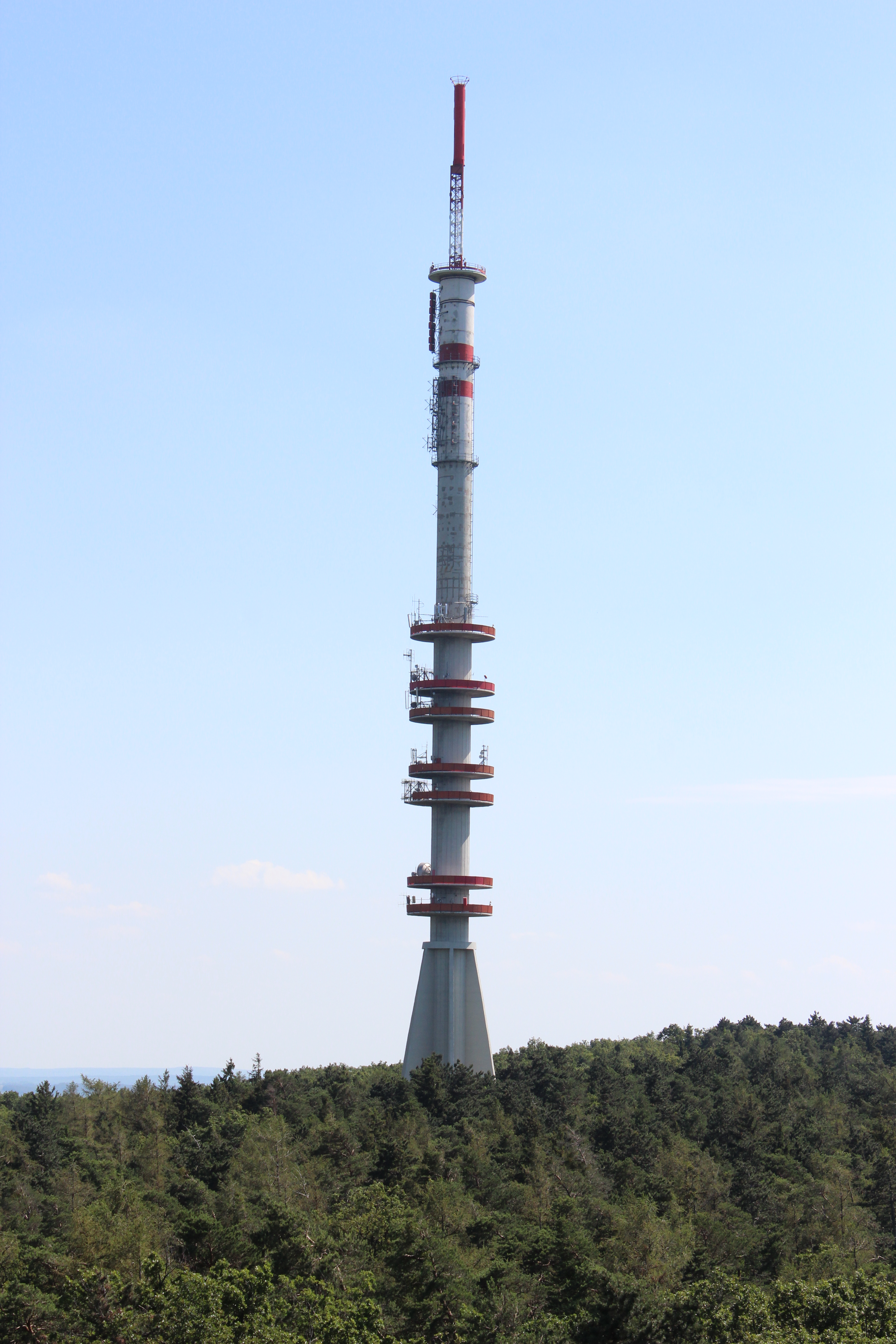
Sopron, Dalos-hegy (1966)
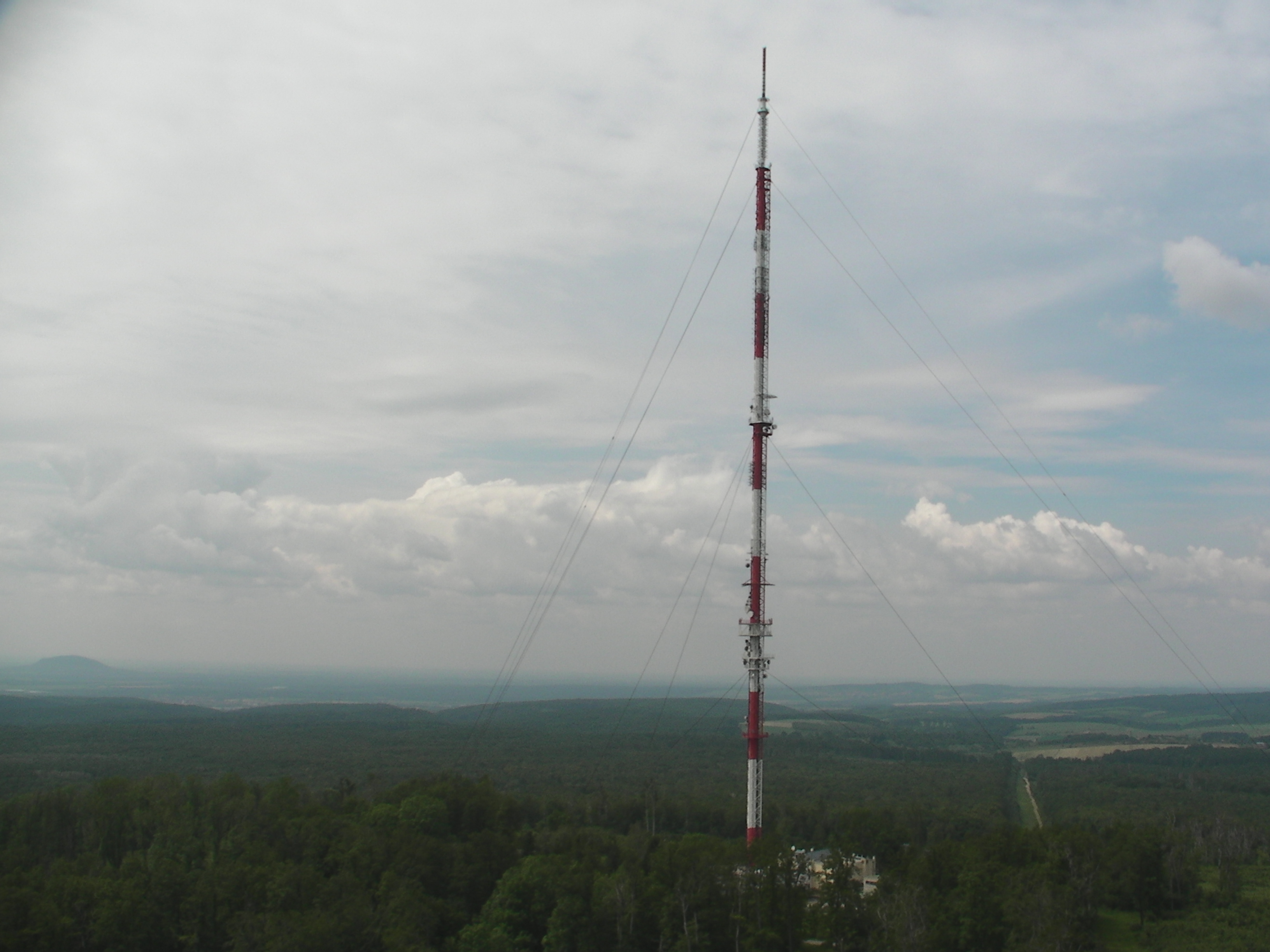
Kab-hegy (Nagyvázsony, 1962)
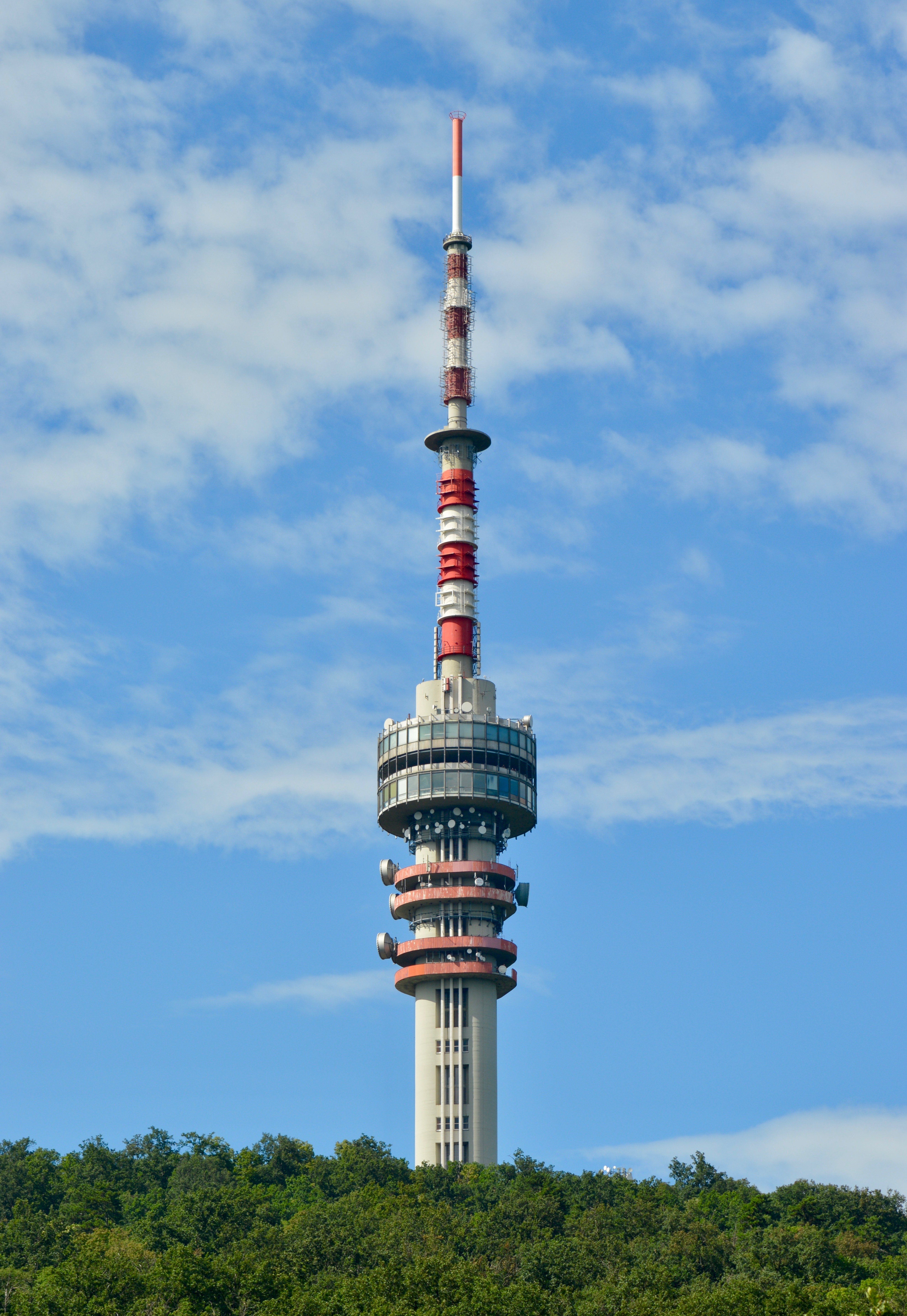
Pécs, Misina (1973)
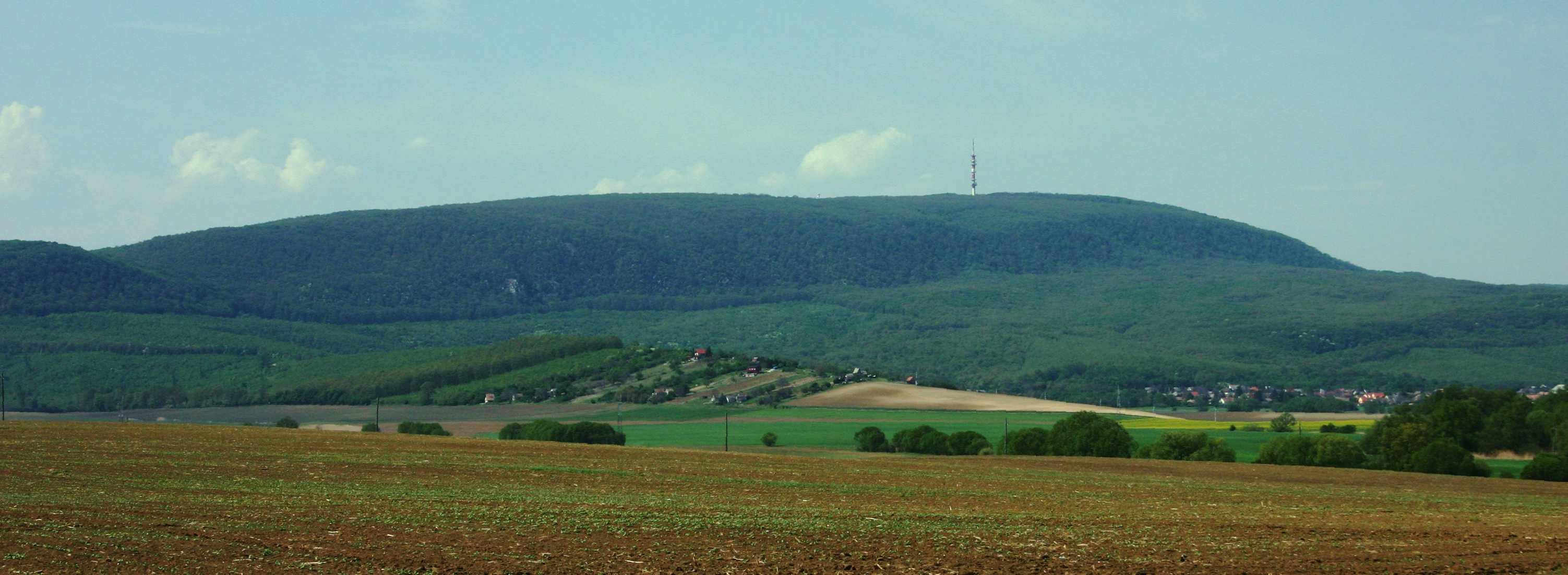
Nagy-Gerecse (1971)
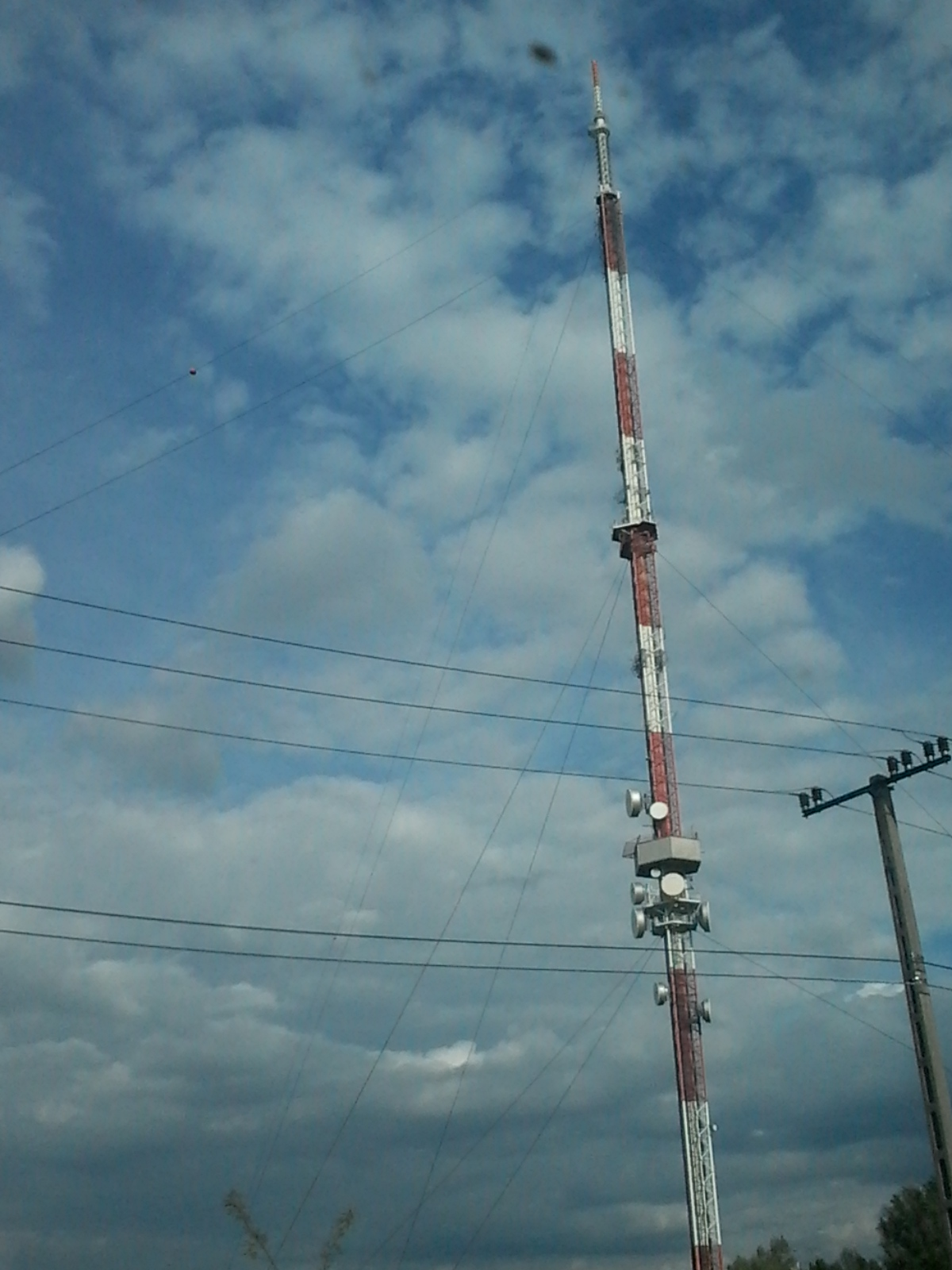
Szentes (1960)
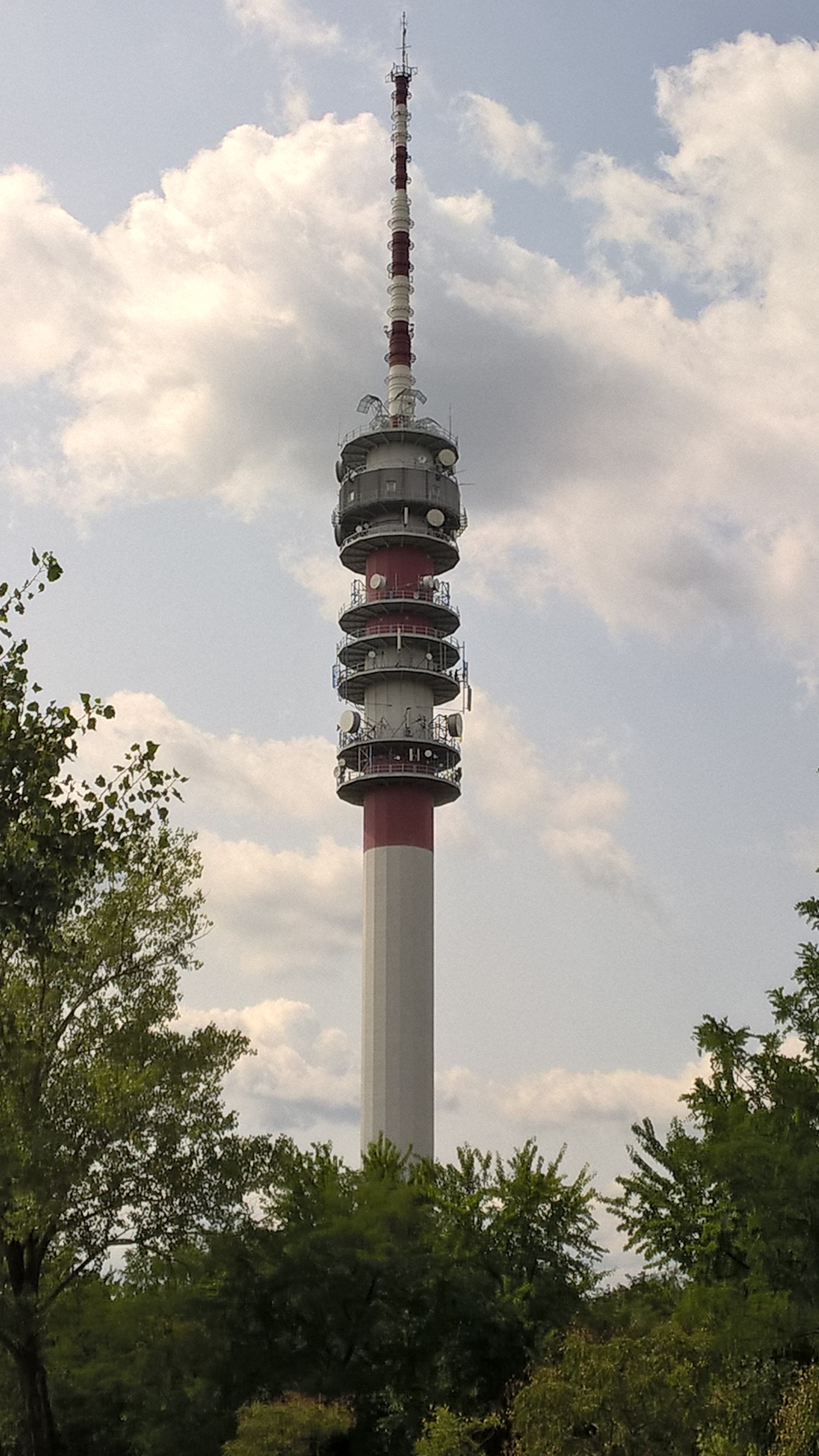
Kiskunfélegyháza (1987)
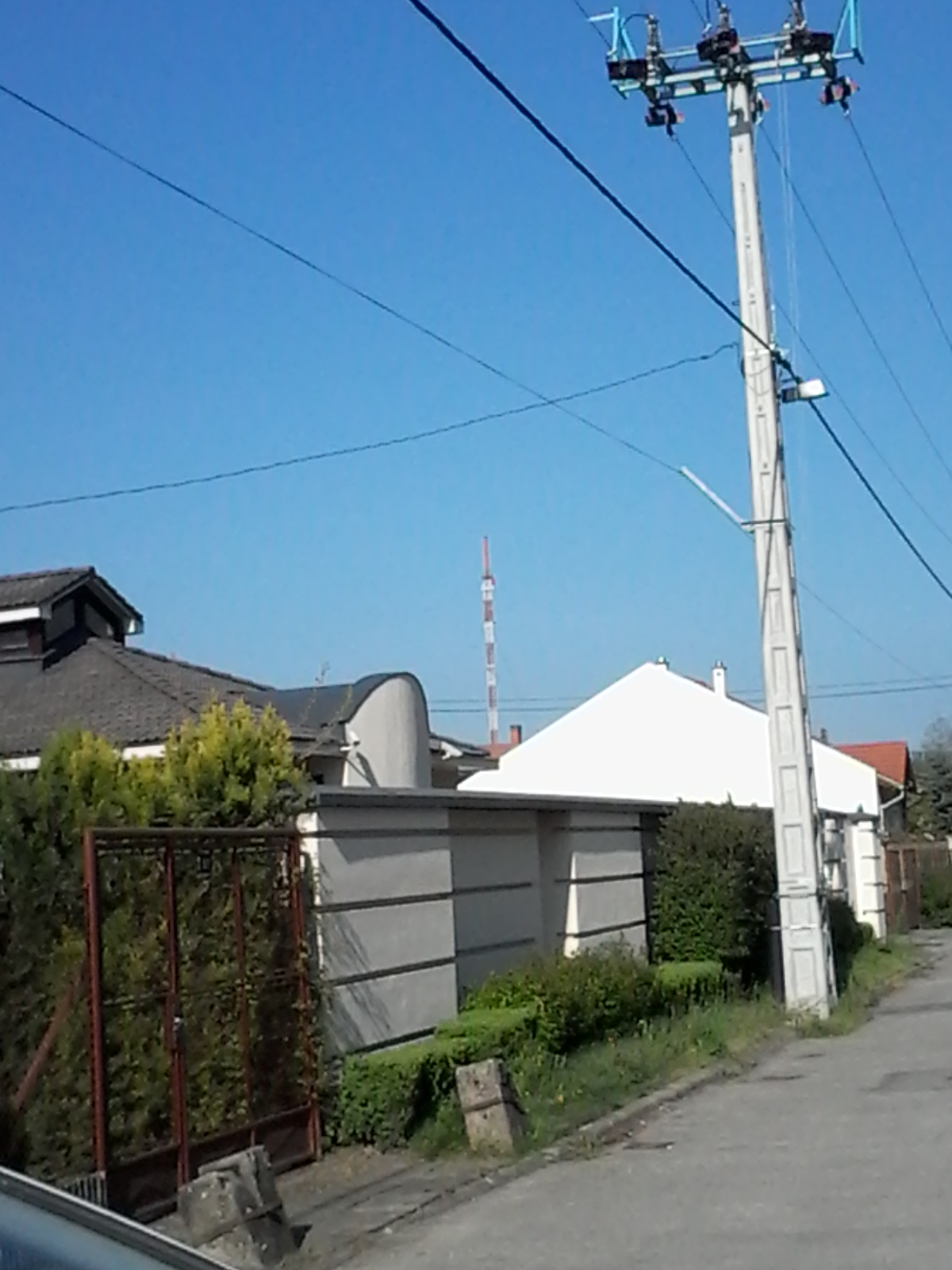
Újszeged (1988)
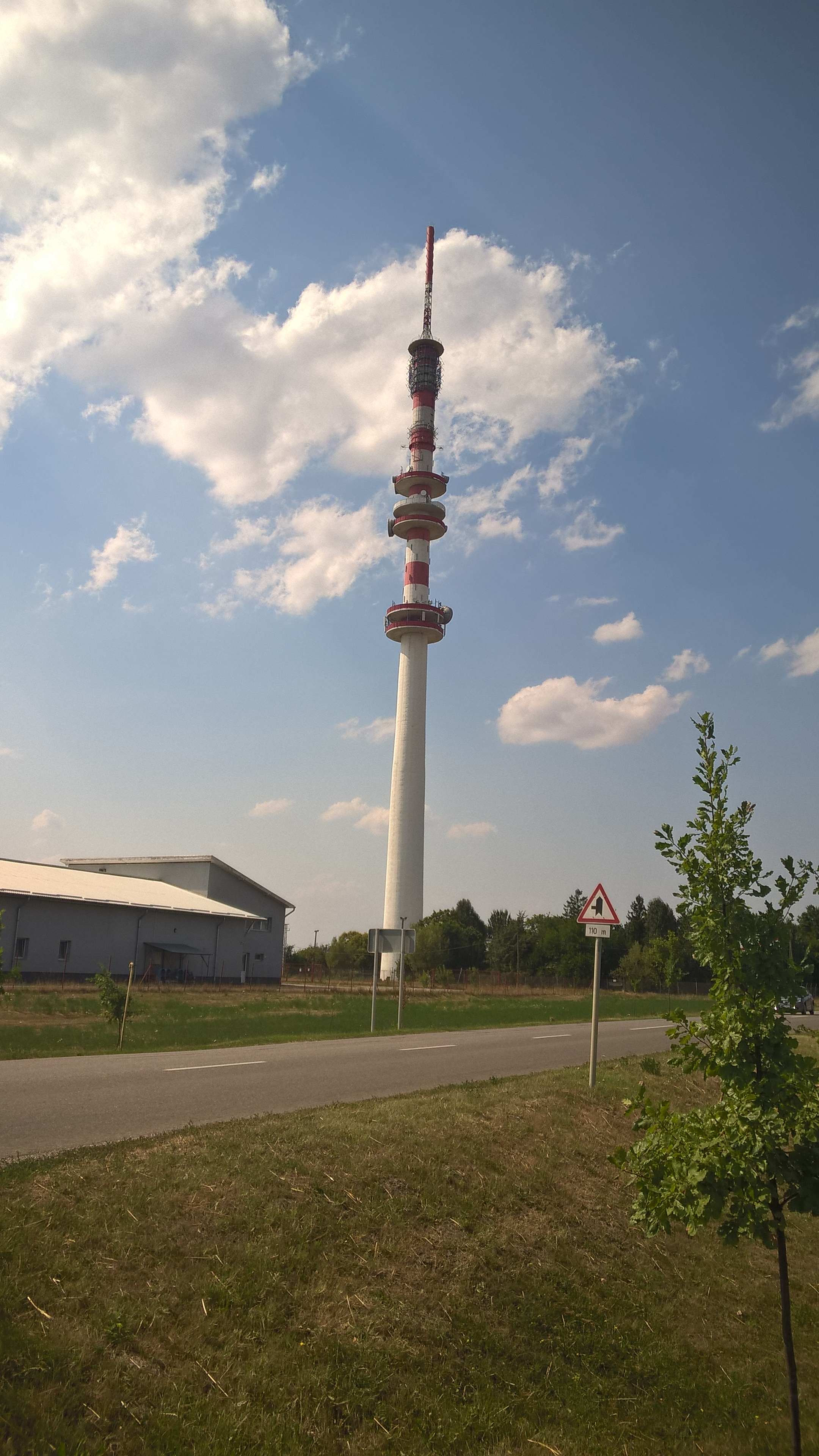
Komádi (1968)
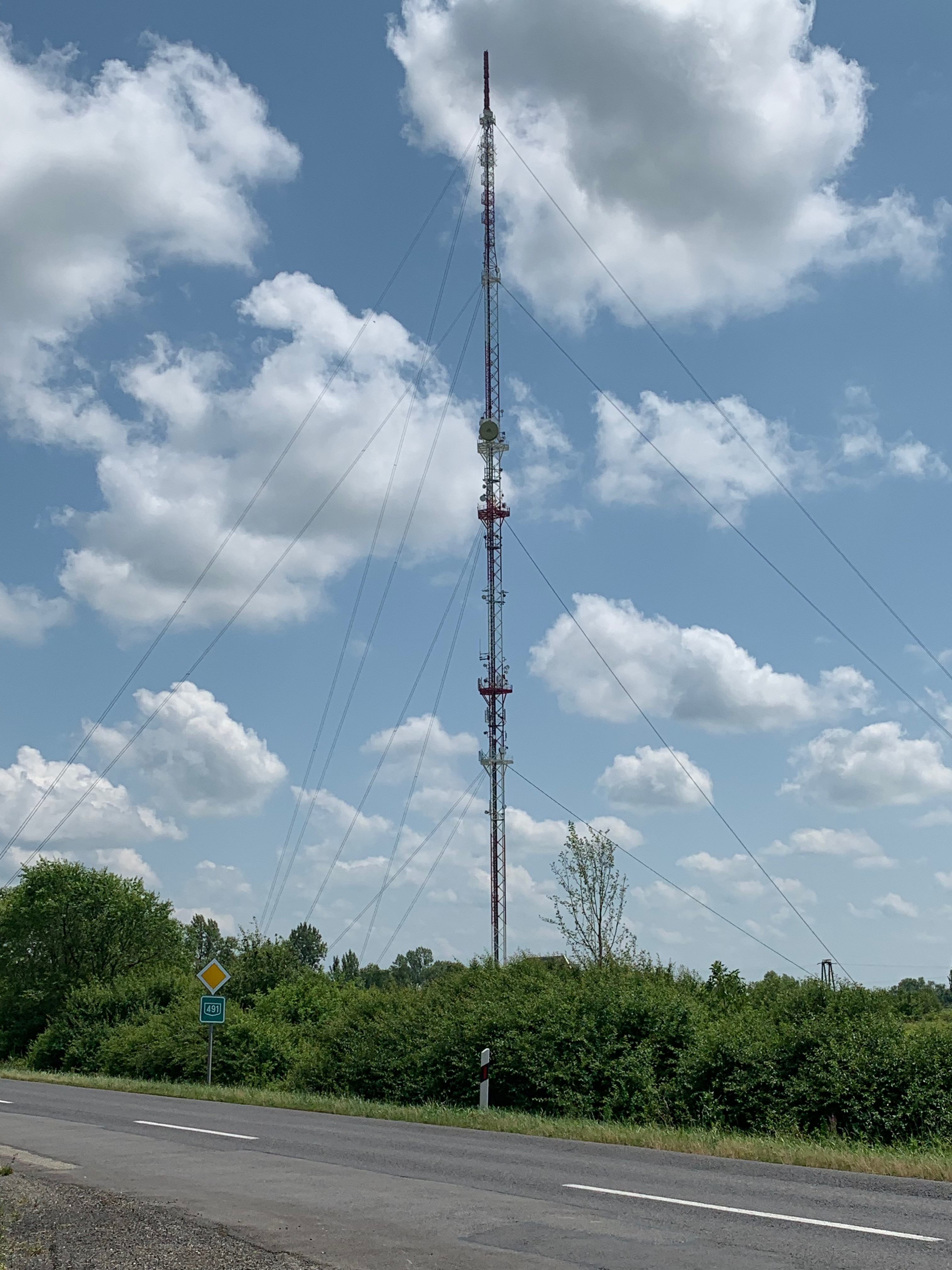
Penyige (1992)
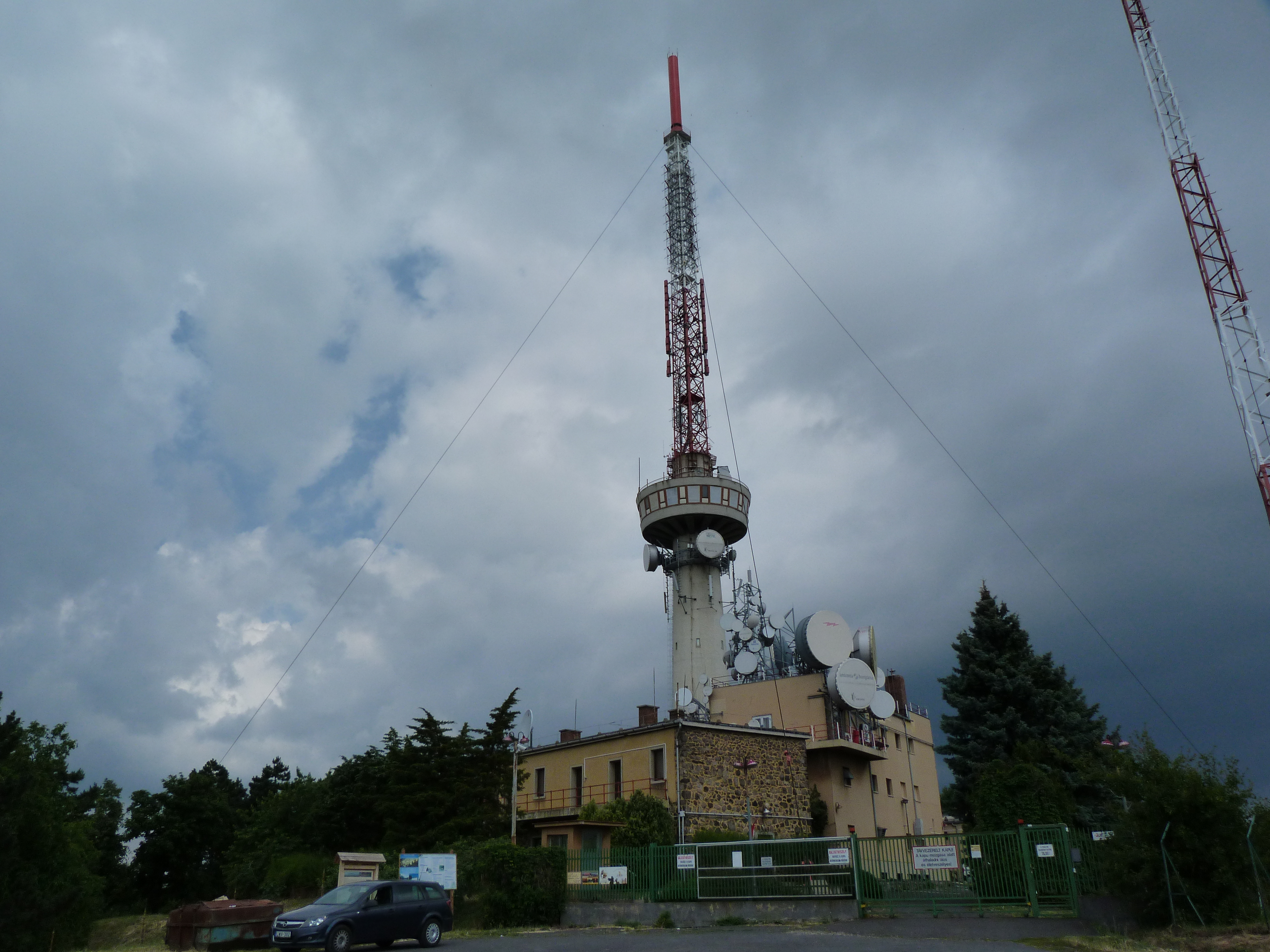
Tokaj, Kopasz-hegy (1960)
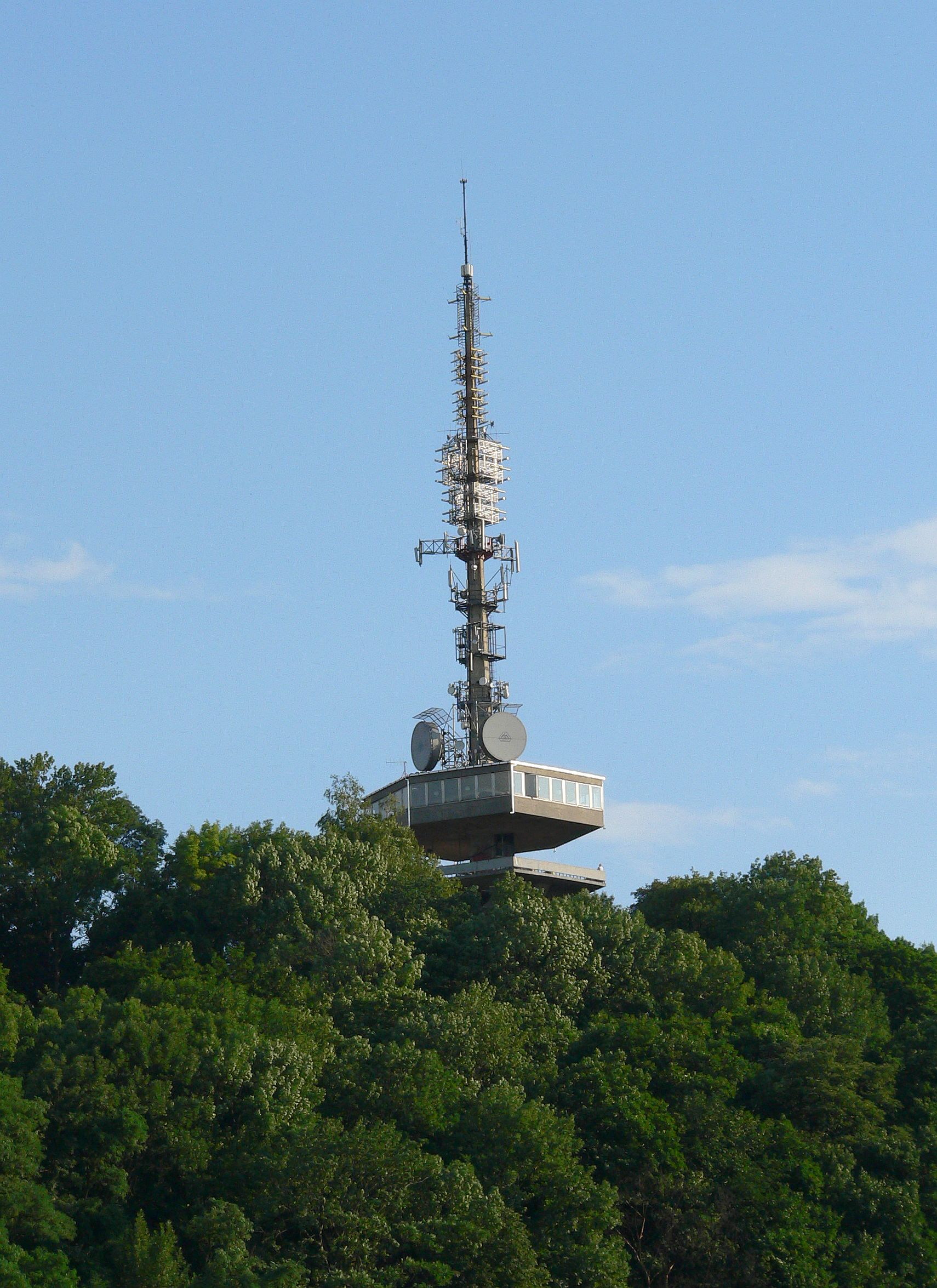
Miskolc, Avas (1963)
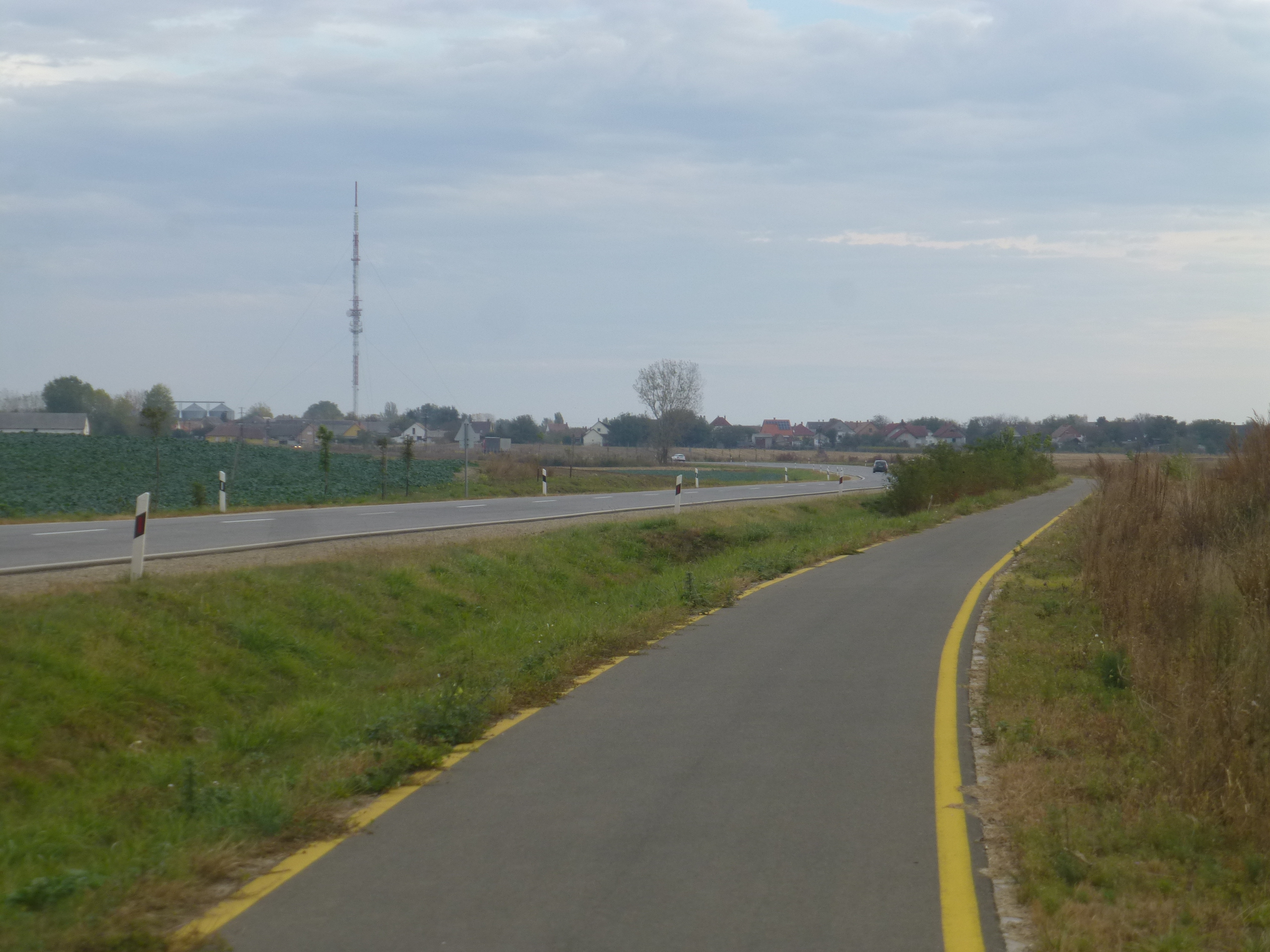
Csávoly (1989)
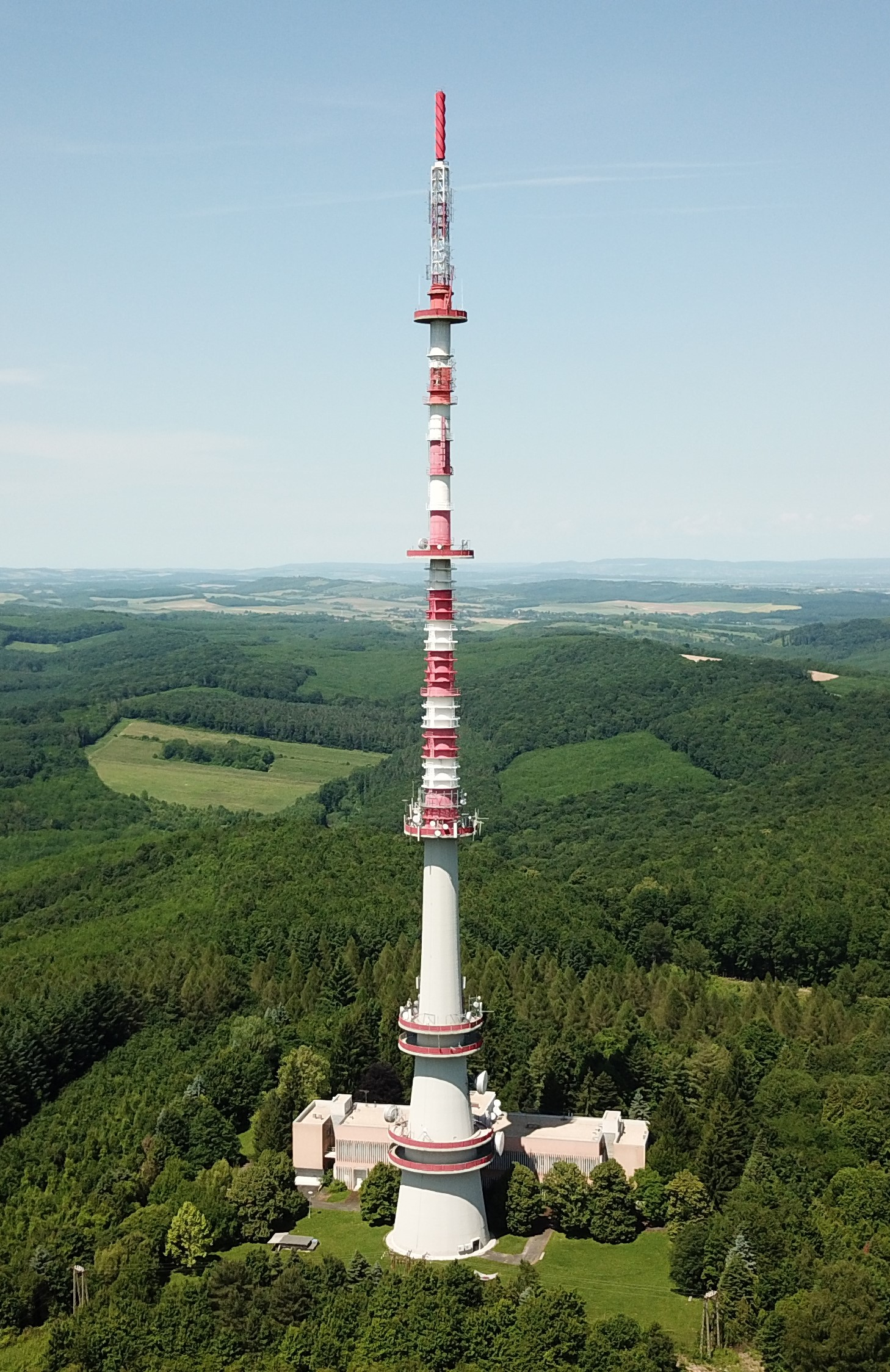
Újudvar (1973)
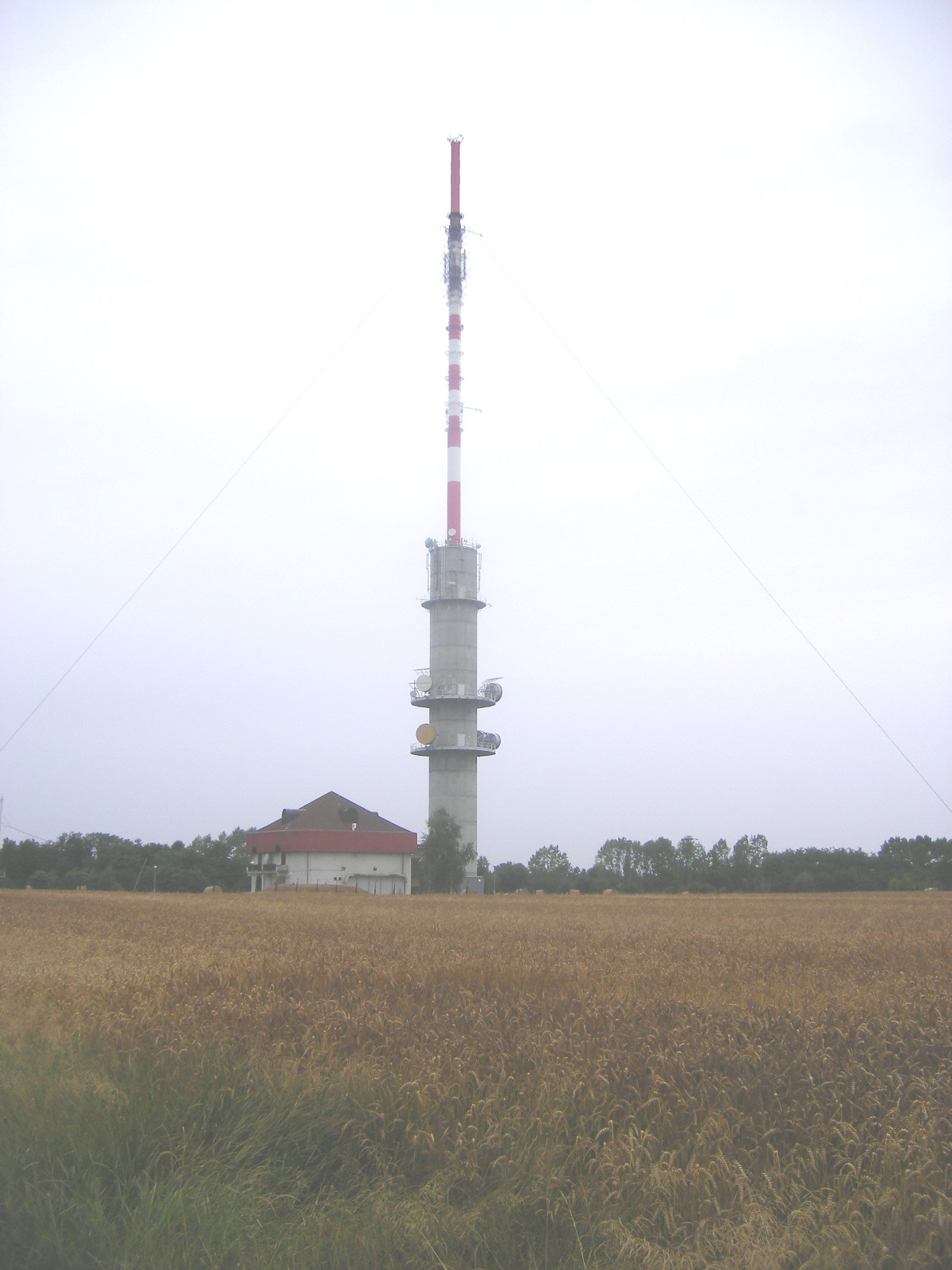
Hegyhátsál
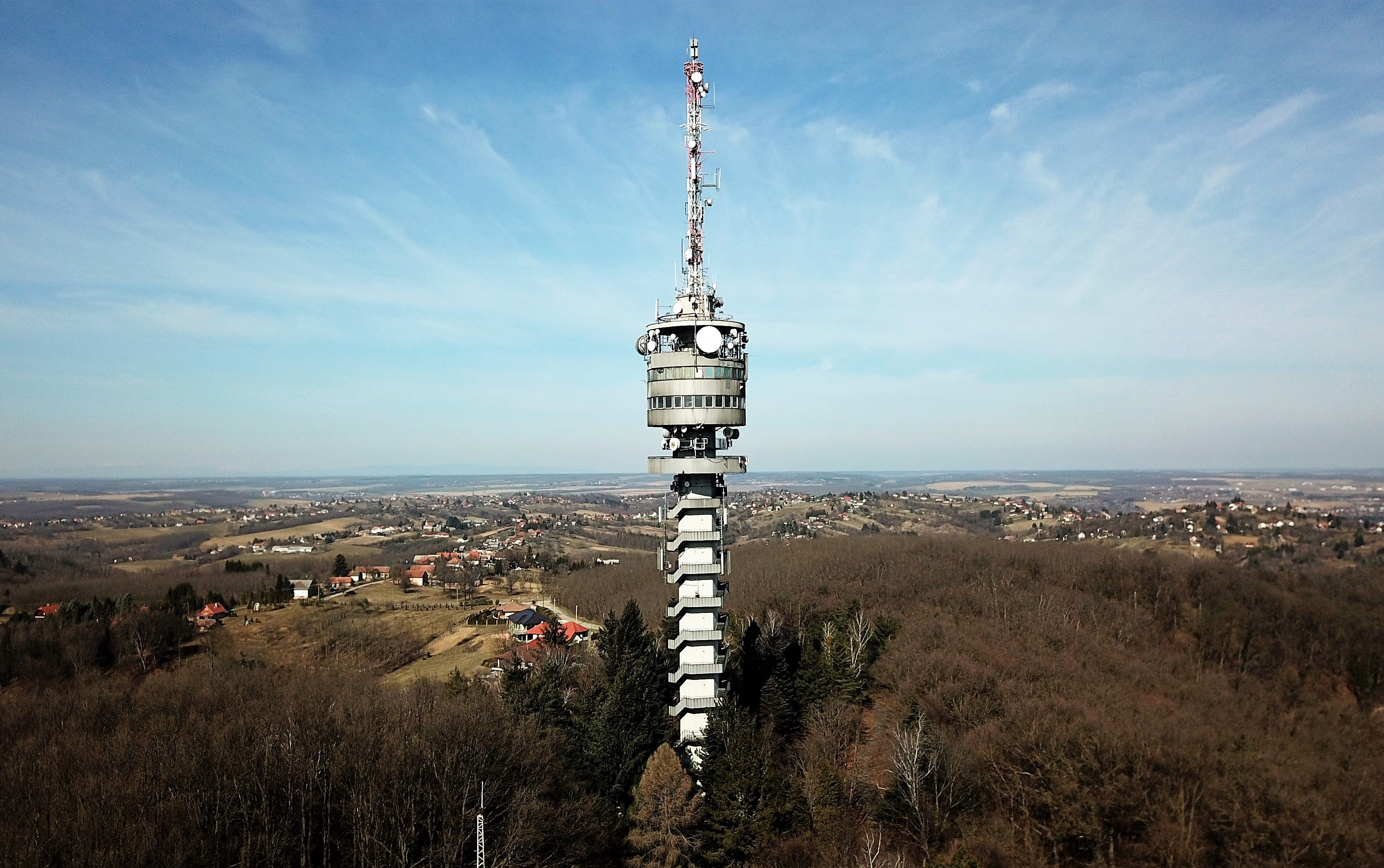
A bazitai torony Zalaegerszegen (1973)
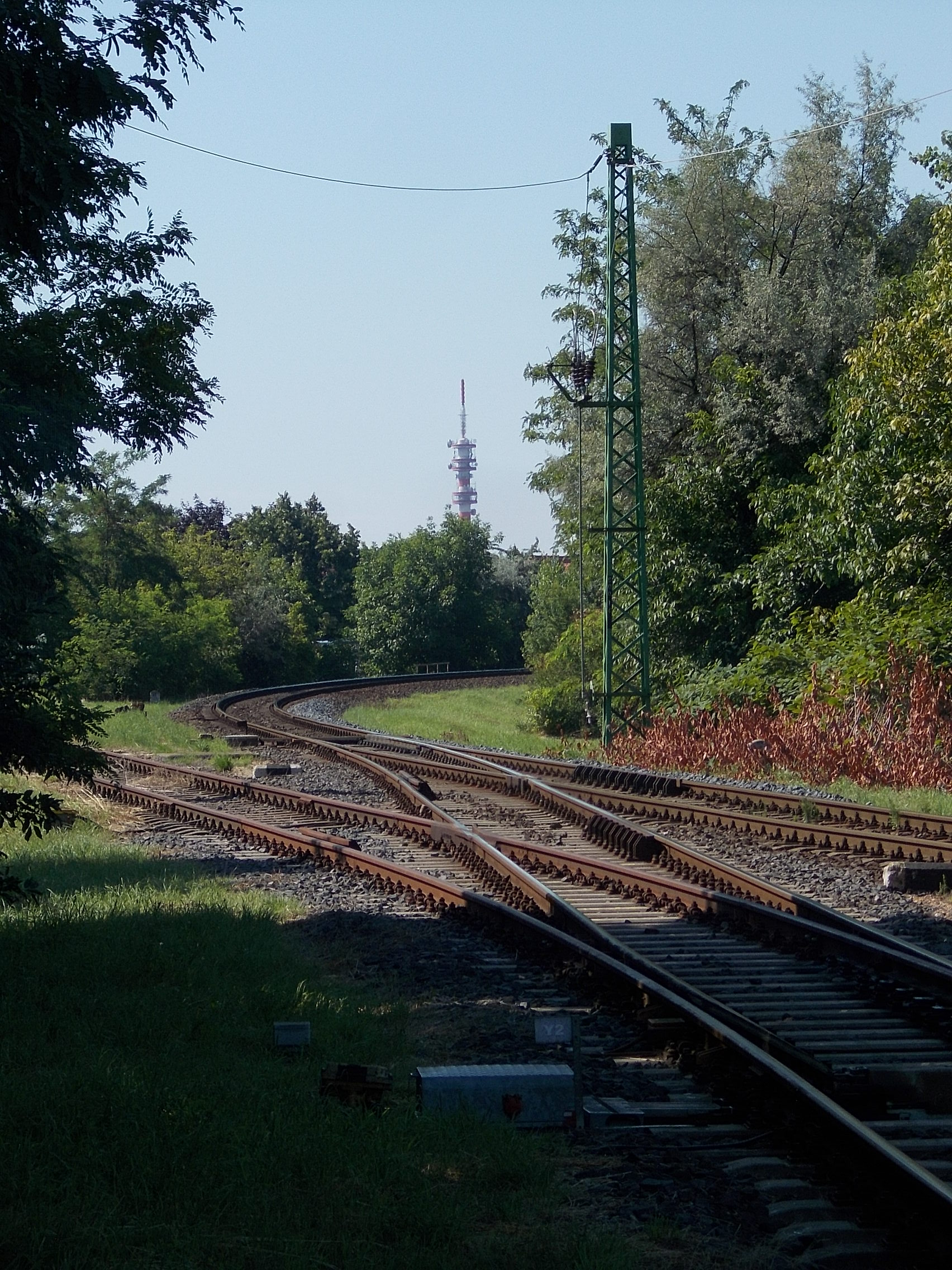
A szabadhegyi torony Győrben, a 10-es és a 11-es vasútvonal mögött (1970)
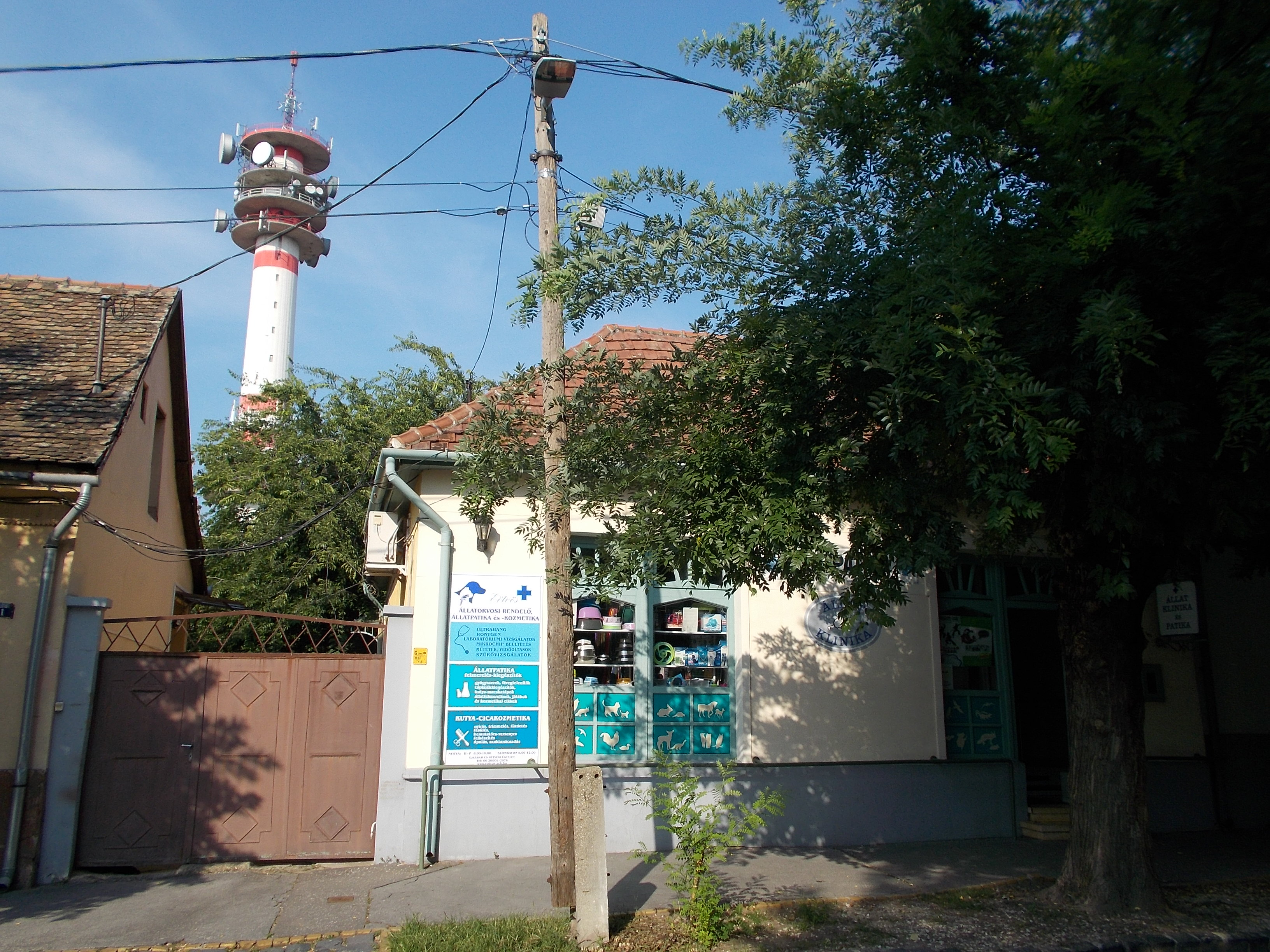
Cegléd
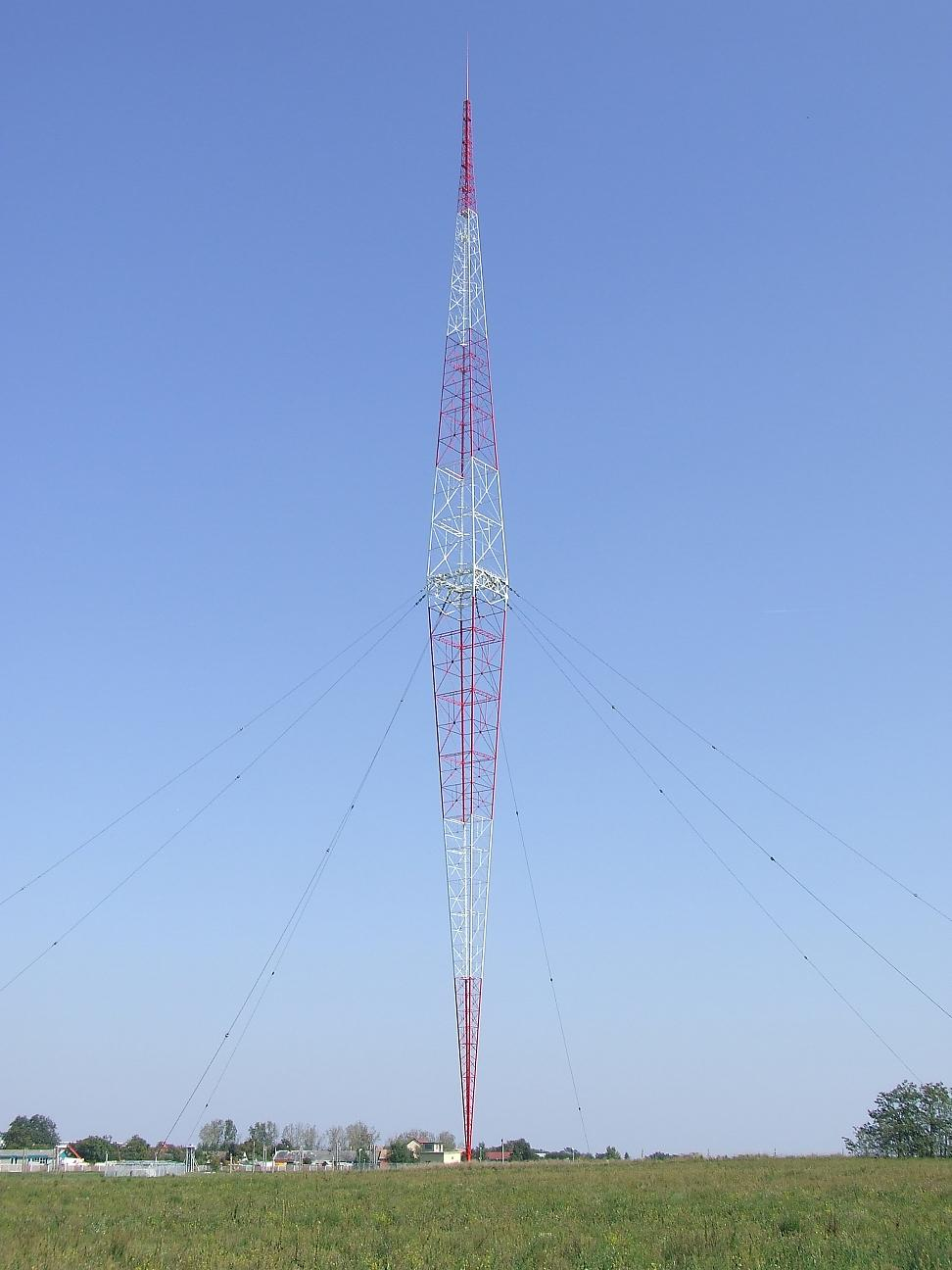
A lakihegyi torony Szigetszentmiklós mellett (1933)
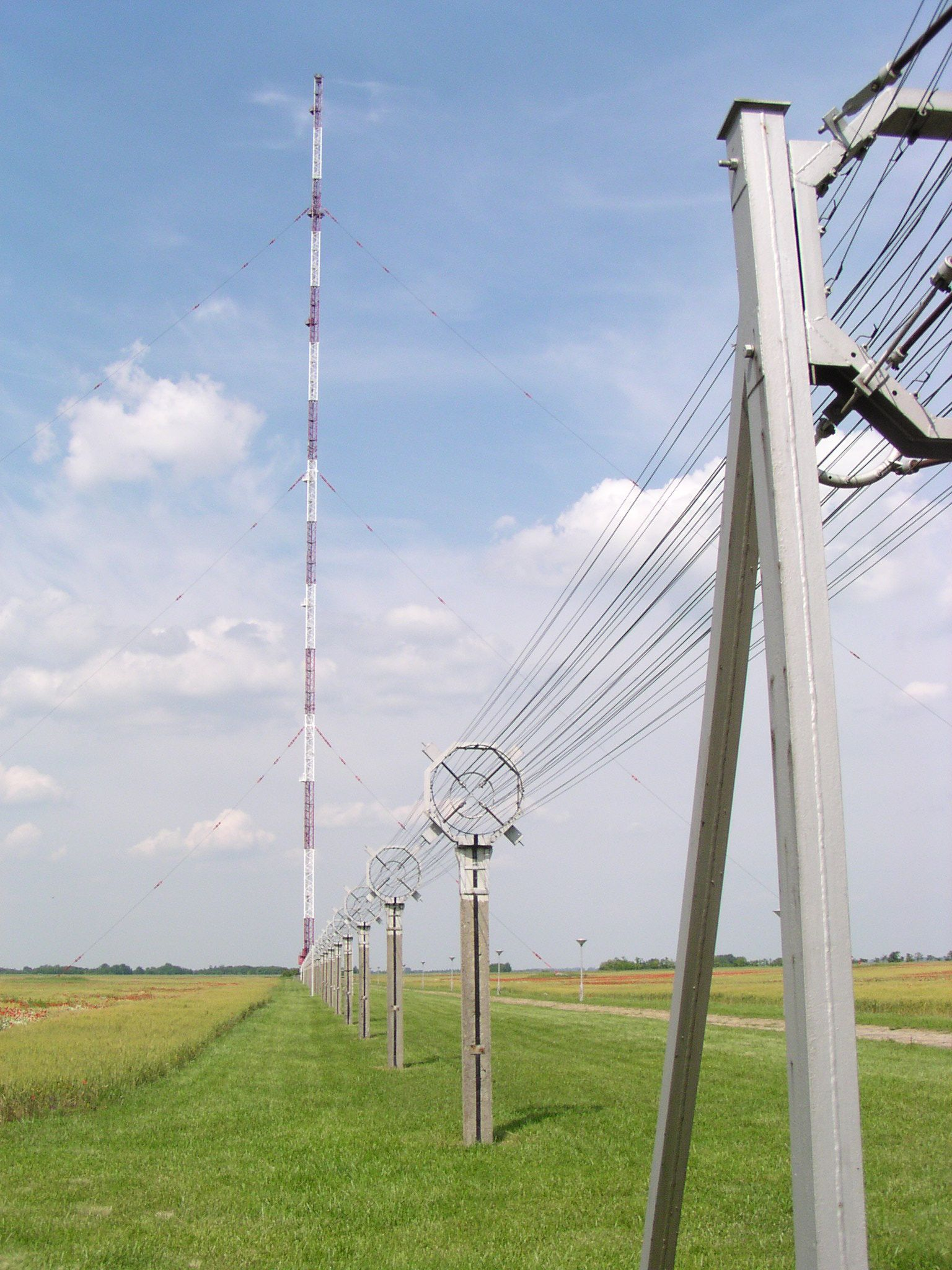
A solti rádiótorony (1977)